# Parti du progrès (Irak)
Pour les articles homonymes, voir Parti du progrès.

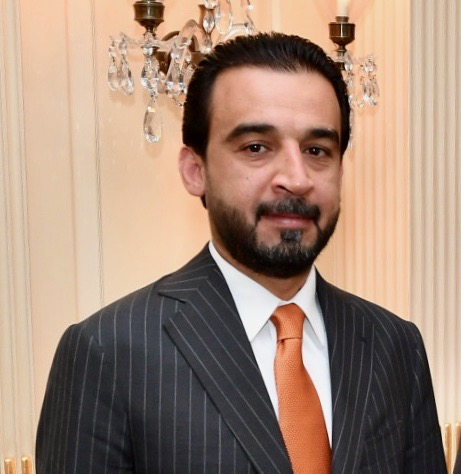
Mohamed Al-Halbousi

Le Parti du progrès (en arabe : حزب تقدم, romanisé Ḥizb Taqadum, couramment abrégé TAK) est un parti politique irakien fondé en 2019 en vue des élections législatives de 2021.
Fondé par le président du Conseil des représentants Mohamed Al-Halbousi, le gouverneur de la province d'Al-Anbar Ali Farhan et l'homme politique Yahia Al Mohamadi, le parti du progrès prône la mise en place d'un état laïc moderne,.

## Résultats
| Année | Voix | % | Rang | Élus     | +/- |
| ----- | ---- | - | ---- | -------- | --- |
| 2021  |      |   | 2e   | 37 / 200 | Nv  |